# Krybekælder
En krybekælder er en ubeboet, lavt rum i en bygning, mellem jorden og stuen. Krybekælderen kaldes sådan, fordi der kun er nok højde til at man kan kravle og ikke gå oprejst; alt højere end 1 til 1,5 meter bliver betragtet som en kælder.

## Anvendelser
En krybekælder bliver ofte bygget, når en kælder er upraktisk eller for dyrt. En krybekælder kan erstatte et fundament, som ville hindre byggeinspektioner.
En krybekælders funktioner omfatter at yde adgang til at reparere VVS, elnet uden at udgravning er nødvendig. Varmeisolation kan også installeres i krybekælderen.
Krybekælderen kan være en beskyttende buffer mellem den fugtige jord og bygningens trædele og hjælpe mod radioaktiv radon. Krybekældre kan også blive anvendt til opbevaring af ting som fx dåsevarer, som ikke er følsomme overfor fugt eller skiftende temperaturer.